# (11945) Amsterdam
(11945) Amsterdam est un astéroïde de la ceinture principale.

## Description
(11945) Amsterdam est un astéroïde de la ceinture principale. Il fut découvert le 15 août 1993 à Caussols par Eric Walter Elst. Il présente une orbite caractérisée par un demi-grand axe de 3,04 UA, une excentricité de 0,13 et une inclinaison de 10,4° par rapport à l'écliptique.

## Compléments